# 南デンカリア地区
南デンカリア地区（みなみデンカリアちく、英語: Southern Denkalia District）はエリトリアの行政区画。

## 概要
南デンカリア地区は、エリトリアの第2級行政区画。デブバウィ・ケイバハリ地方に属する。行政府所在地はデブバウィ・ケイバハリ地方の州都でもある紅海沿岸の都市アッサブである。エリトリアの最南端にあたる。中部デンカリア地区と北側で区境を接している。また、南側にエチオピア、ジブチとの国境を有している。エチオピアとの国境に当たる部分は、
エチオピア・エリトリア国境紛争の停戦監視のため、幅25kmの暫定安全地帯として国際連合の管理下になっている。

## 南デンカリア地区の都市・集落
- アッサブ - 行政府所在地
- ベイルル
- ビーデ
- メカイカ
- ティニシュ・アッサブ
- マイティ
- ダウィ・ロリ
- タルガン
- アブディ
- デバイシマ
- ドチュトゥモ

- ハンクル
- ヴァン
- アスボル
- アグルト
- アイリュー
- メルゲブラ
- アレーラ
- アイロル
- ラヘイタ
- ベラーイソーレ
- デバイシーマ

### 国連管理下
- ブレ (中立地帯)